# Stadtgericht Fürth
Das Stadtgericht Fürth (von 1818 bis 1857 Kreis- und Stadtgericht Fürth, von 1862 bis 1876 wieder Stadtgericht Fürth, von 1876 bis 1879 Stadt- und Landgericht Fürth) war eine Gerichtsbehörde mit Sitz in Fürth.

## Geschichte
Das Stadtgericht Fürth II. Klasse wurde 1808 im Zuge von staatlichen Reformen gegründet. Stadtgerichte hatten im Königreich Bayern nur Aufgaben der Rechtsprechung, im Gegensatz zu den Landgerichten, die bis 1862 Gerichts- und Verwaltungsbehörde in einem waren. 1809 wurde Fürth zur kreisunmittelbaren Stadt und erhielt für die Verwaltung ein Polizeikommissariat. Das Stadtgericht war zuständig für Strafsachen, Zivilsachen, die freiwillige Gerichtsbarkeit, das Vormundschafts- und Hypothekwesen. 1818 wurde das Stadtgericht in „Kreis- und Stadtgericht Fürth mit erweiterter sachlicher Zuständigkeit“ umbenannt. Infolge der Revolution 1848/49 wurden in der Rechtsprechung auch Laien zugelassen (→Geschworenengericht). Am 1. Oktober 1857 übernahm das neu geschaffene Bezirksgericht Fürth die streitige und freiwillige Gerichtsbarkeit des Kreis- und Stadtgerichtes Fürth. Nach der Neuordnung der landesgerichtlichen Befugnisse kam es 1862 wieder zur Bildung des Stadtgerichts Fürth. In Strafsachen war es erstinstanzlich nach zuständig. Die Urteile konnten vom Bezirksgericht Fürth zweitinstanzlich überprüft werden. 1876 entstand durch Zusammenlegung das Stadt- und Landgericht Fürth Dieses Gericht wurde 1879 mit Einführung des deutschen Gerichtsverfassungsgesetzes in das Amtsgericht Fürth umgewandelt.